# 農村歌舞伎舞台

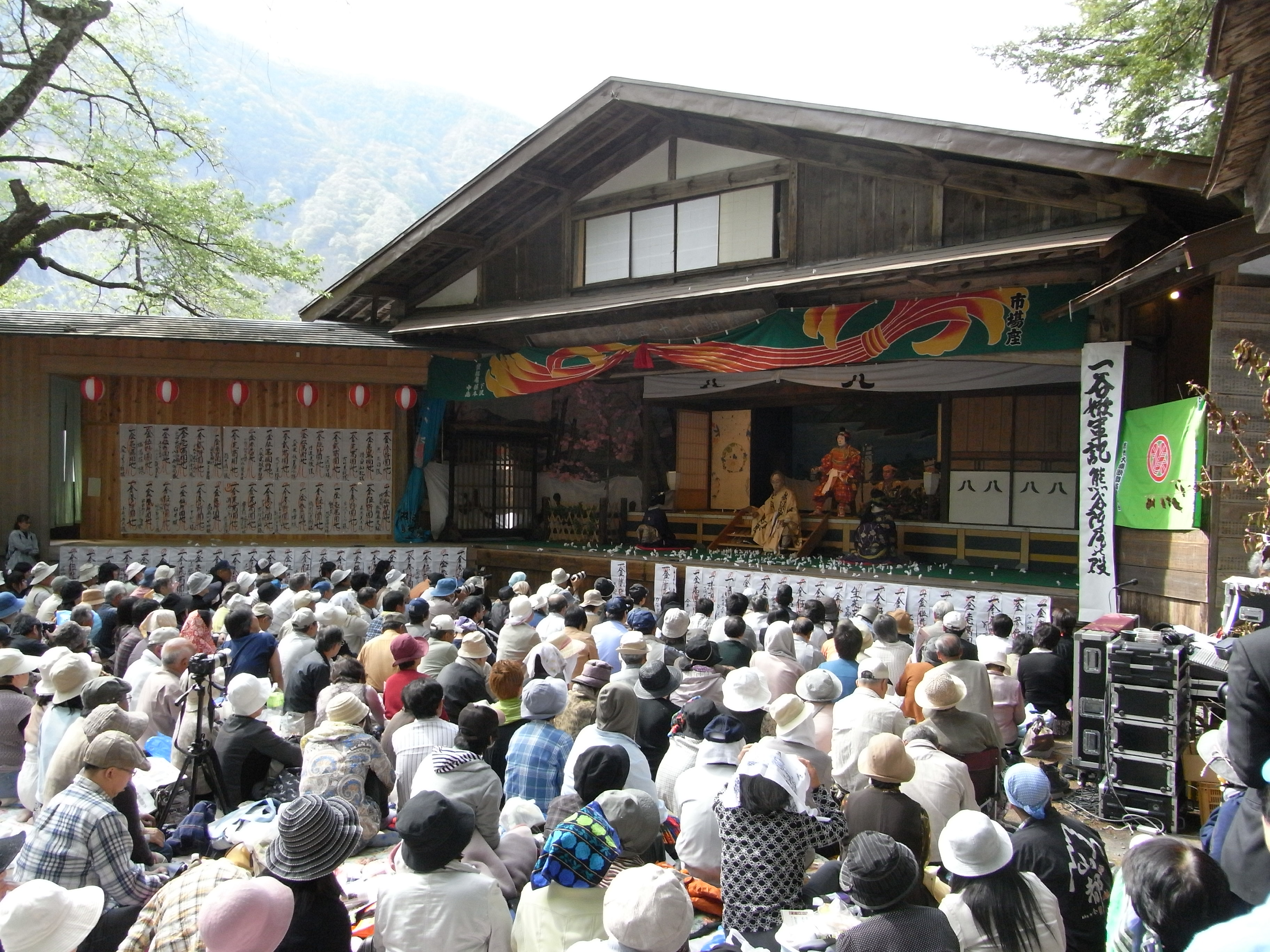
大鹿歌舞伎の舞台（大磧神社）

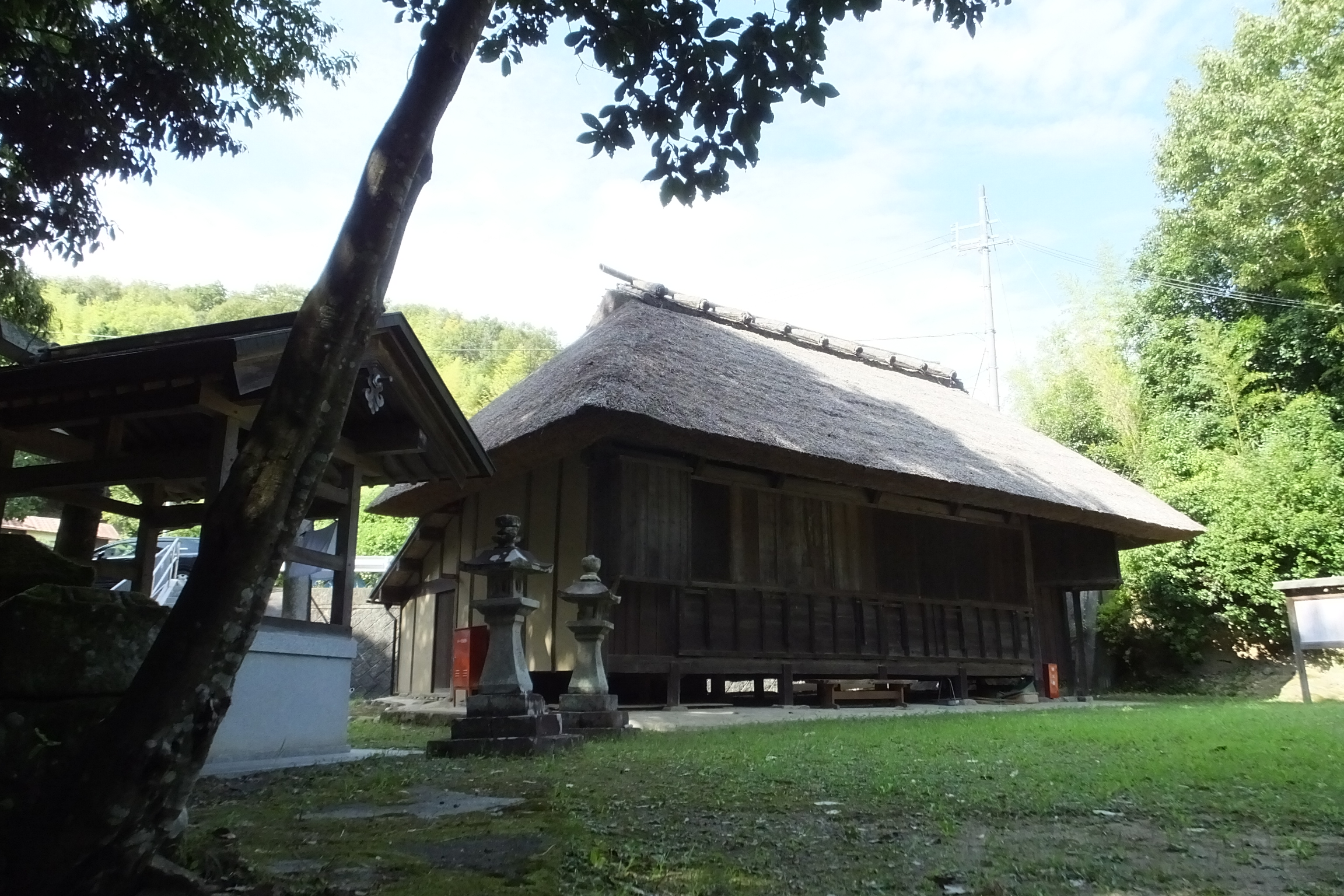
北僧尾農村歌舞伎舞台。1970年の兵庫県指定重要有形民俗文化財指定以降、3度にわたり改修が行われている。

農村歌舞伎舞台（のうそんかぶきぶたい）は、日本において江戸時代より農民の娯楽として行われている農村歌舞伎や人形浄瑠璃を催すための舞台。角田一郎が昭和45年（1970年）にまとめた調査では、廃絶したものを含めて全国に1777の農村舞台（能舞台・人形浄瑠璃舞台含む）が確認されている。
神社敷地に建設される場合が多く、寺院に設けられる場合もあるが、独立敷地の例は少ない。

## 概要
江戸時代中期の宝暦～天明年間（1750年 - 1780年代）、全国の農村で歌舞伎・人形浄瑠璃が演じられるようになり、江戸時代後期の文化・文政年間（1800年代初め）に常設の舞台が設置されるようになったとされている。天保の改革では地歌舞伎は弾圧の対象となり、舞台の取り壊しも行われた。
農村舞台は、明治22年（1889年）から始まった市制・町村制の施行による村落共同体の解体と同時期、明治20年～30年（1887年 - 1897年）にかけて衰退していく。地芝居の衰退の結果、職業役者による買芝居の上演の比率が上昇し、住民の共有舞台から興業劇場へと転換したものもある。

## 舞台機構

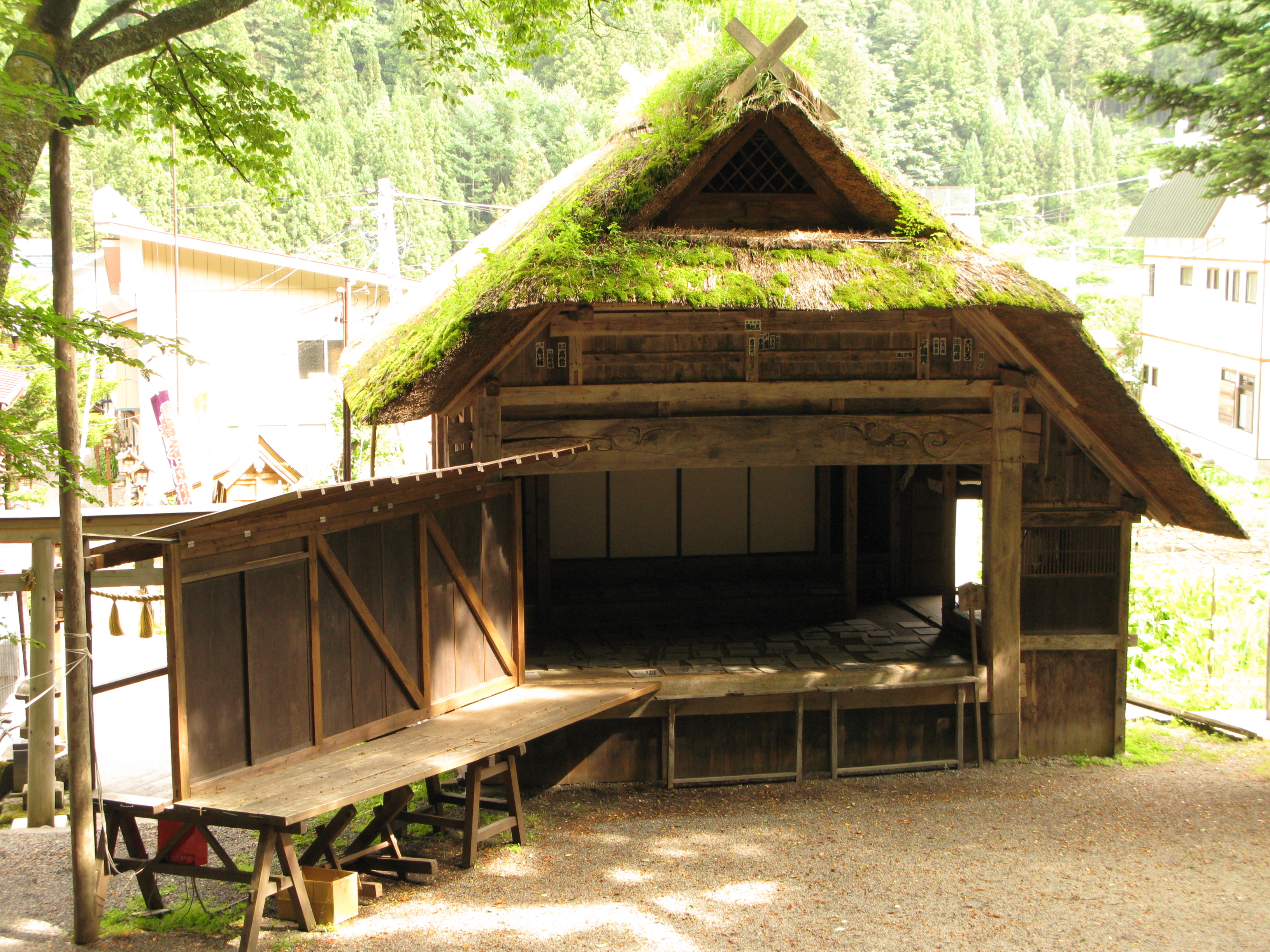
檜枝岐の舞台。向かって左に花道、右に下座。舞台奥に固定式二重。

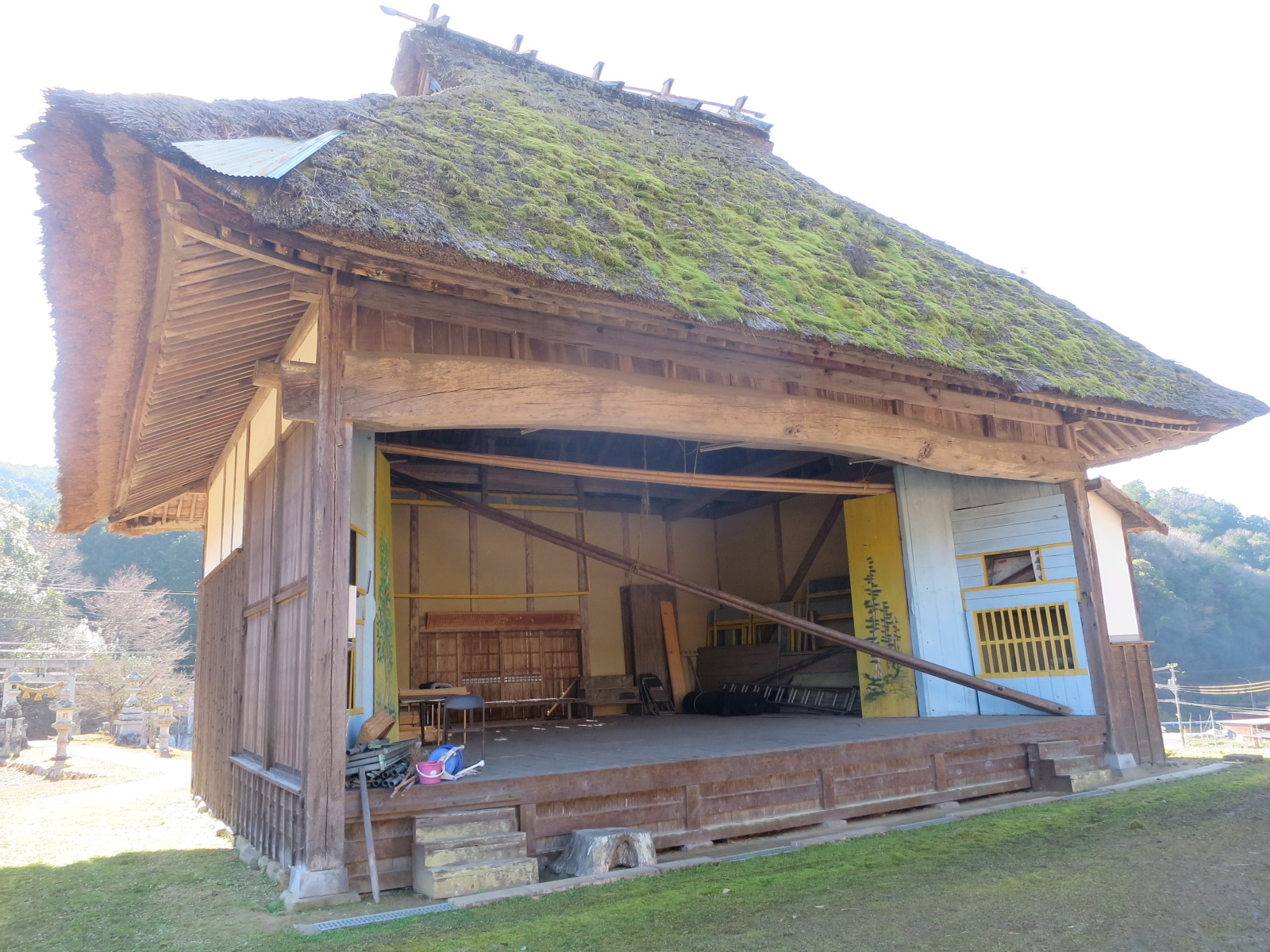
大川神明宮の舞台。左右に下座、舞台奥壁に遠見。

松崎茂は地芝居の上演のため舞台に設けられる機構として以下の7つを挙げる。

### 下座・太夫座
下座音楽を演奏する者や、義太夫節を語る太夫の座る場所。「チョボ床」に相当。
下座が舞台外にある場合、舞台内あるいは舞台外に接続する場合、舞台よりも高い位置にある場合などに分類される。

### 二重
歌舞伎において舞台上にさらに設ける小舞台。
固定式の二重から発達し、舞台上での水平移動ができるものや、心棒があり回転可能なもの、舞台床下へ下降または屋根裏へ上昇できるものなど、後述のセリや回転と関連した機構を持つものもある。

### セリ
床の一部や二重を上下に動かす機構。床だけでなく花道や廻り舞台の中に設けられる場合もある。

### ガンドウ・ガッタリ・バッタリ
農村歌舞伎舞台特有の機構。群馬県ではガンドウ、兵庫県ではガッタリ・バッタリと呼ばれる。
舞台側面の板壁を外側に倒すことのできる機構。舞台を拡張する機能を持つ場合や、下座となる場合、歌舞伎・人形浄瑠璃の舞台用途転換などに使われる。遠見にガンドウが設けられる場合もある。

### 回転
二重を回転させる機構や、廻り舞台がこれに含まれる。二重が回転する機構や、二重を台枠に載せて回転させる機構の方が廻り舞台よりも古くからあるとみられる。

### 花道
歌舞伎の演出には欠くことのできない設備だが、舞台が寺社の屋外にあることが多い関係上、常設の花道は少ない。花道にもセリ（スッポン）が設けられることがある。

### 遠見
一般的には遠見とは舞台上の背景を指すが、松崎は舞台奥壁の一部が窓のように開放できる機構のことを遠見と呼んでいる。屋外の景観を背景として取り込む、農村舞台ならではの機構である。

## 各地域の農村歌舞伎舞台

### 神戸市北区
西日本、特に兵庫県において発達した。農村舞台は全国に1000基以上残っているが、およそ10％が兵庫県内に存在する。旧・山田町を含む北神戸には15の農村舞台があり、この地域で特に盛んであったと推測されている。天彦根神社境内の下谷上農村歌舞伎舞台（天保11年、1840年建立）や北僧尾農村歌舞伎舞台は特に保存状態がよく当時の面影を伝えている。江戸時代には農民による芝居の鑑賞や上演は原則禁止されていたが、実際には各地にこうした歌舞伎舞台が造られ農民らは歌舞伎を楽しんでいた。
下谷上農村歌舞伎舞台では、天保12年（1841年）から始まった天保の改革（水野忠邦による）の風俗粛清の影響で閉鎖された大坂の芝居小屋の浄瑠璃太夫や人形遣いらがこの地に流れ込み、特に水野忠邦の失脚後には盛況を極めたという。規模は間口12m、奥行8mと壮大である。また舞台には、皿回し型の廻り舞台が設置され、花道には一部が反転すると反り橋が現れる「裏返し機構」まで備わっている。これは全国的に見ても珍しく、ここ以外では見られない装置である。本来は神社境内の付属建造物である長床を舞台に利用したり、その他、太夫座、二重台、廻り舞台、大迫（おおせり）、ぶどう棚など多彩な機能を有している。
天満神社（神戸市北区山田町上谷上）境内には文久3年（1863年）建立の、割拝殿形式の歌舞伎舞台があり、床几回しという装置を備えていた。また山田村周辺で催された人形浄瑠璃は山田文楽と呼ばれ、淡路島の三原地区と並び称されるほど有名であったが、その後芸能が継承されずに現在では上演不能となっている。

## 現存する主な農村歌舞伎舞台
※常設・組み立て式を問わず、歌舞伎に用いられている、又は過去に用いられていた舞台が現存する例を挙げる。ただし、国又は自治体によって舞台建築自体もしくは舞台で演じられる歌舞伎が、文化財指定を受けているものに限定した。
| 地方 | 都道府県 | 名称                           | 所在地                                                         | 建築年代                                             | 文化財指定                                                               |
| ---- | -------- | ------------------------------ | -------------------------------------------------------------- | ---------------------------------------------------- | ------------------------------------------------------------------------ |
| 東北 | 岩手県   | 倉沢人形歌舞伎伝承館           | 花巻市東和町倉沢4-81                                           | 明治時代                                             | 岩手県指定無形民俗文化財「倉沢人形歌舞伎」                               |
| 東北 | 山形県   | 黒森歌舞伎演舞場               | 酒田市黒森字村中47 黒森日枝神社                                | 昭和時代                                             | 山形県指定無形民俗文化財「黒森歌舞伎」                                   |
| 東北 | 福島県   | 檜枝岐の舞台                   | 南会津郡檜枝岐村字下ノ原880ほか                                | 1897年（明治30年）ごろ                               | 重要有形民俗文化財                                                       |
| 東北 | 福島県   | 大桃の舞台                     | 南会津郡南会津町大桃字居平164・249                             | 1895年（明治28年）                                   | 重要有形民俗文化財                                                       |
| 東北 | 福島県   | 湯ノ花の舞台                   | 南会津郡南会津町湯ノ花 二荒山神社                              | 1889年（明治22年）                                   | 南会津町指定有形文化財                                                   |
| 東北 | 福島県   | 青柳の舞台                     | 南会津郡南会津町青柳（組立式）                                 |                                                      | 南会津町指定重要有形民俗文化財                                           |
| 関東 | 茨城県   | 西塩子の回り舞台               | 常陸大宮市西塩子150-3（組立式）                                | 江戸時代後期                                         | 茨城県指定有形民俗文化財                                                 |
| 関東 | 群馬県   | 上三原田の歌舞伎舞台           | 渋川市赤城町上三原田269ｰ1                                      | 1819年（文政2年）、1882年（明治15年）移築            | 重要有形民俗文化財                                                       |
| 関東 | 群馬県   | 津久田の人形舞台               | 渋川市赤城町津久田甲2348 津久田八幡宮                          | 1811年（文化8年）                                    | 群馬県指定重要有形民俗文化財「津久田の人形舞台附人形」                   |
| 関東 | 群馬県   | 津久田鏡の森歌舞伎舞台         | 渋川市赤城町津久田363 赤城神社                                 | 1869年（明治2年）                                    | 渋川市指定重要有形民俗文化財                                             |
| 関東 | 群馬県   | 柏倉諏訪神社の歌舞伎舞台       | 前橋市柏倉町1023-1                                             | 1869年（明治2年）                                    | 前橋市指定重要有形民俗文化財                                             |
| 関東 | 群馬県   | 上発知町歌舞伎舞台             | 沼田市上発知町1891諏訪神社・武尊神社                           | 江戸時代、明治32年（1899年）改装                     | 沼田市指定重要文化財                                                     |
| 関東 | 群馬県   | 小川島の歌舞伎舞台             | 利根郡みなかみ町下津1314 若宮八幡宮                            | 1869年（明治2年）                                    | 群馬県指定重要有形民俗文化財                                             |
| 関東 | 群馬県   | 中村天満宮舞殿                 | 利根郡みなかみ町下津2332-1                                     | 安政4年～5年（1857年～1858年）                       | みなかみ町指定重要文化財                                                 |
| 関東 | 群馬県   | 藤原諏訪神社歌舞伎舞台         | 利根郡みなかみ町藤原3419                                       | 明治初期                                             | みなかみ町指定重要文化財「藤原諏訪神社歌舞伎舞台並びに観覧席 」          |
| 関東 | 群馬県   | 武尊神社舞殿                   | 利根郡昭和村大字貝野瀬1132                                     | 1820年（文政3年）                                    | 昭和村指定重要文化財                                                     |
| 関東 | 群馬県   | 小高神社神楽殿                 | 利根郡昭和村大字糸井1295                                       | 文化・文政年間（1804年～1830年）                     | 昭和村指定重要文化財                                                     |
| 関東 | 千葉県   | 伊能の舞台                     | 成田市伊能345 大須賀大神                                       | 1945年（昭和20年）                                   | 成田市指定無形民俗文化財「伊能歌舞伎」                                   |
| 関東 | 東京都   | 小丹波熊野神社舞台             | 西多摩郡奥多摩町小丹波473                                      | 1880年（明治13年）                                   | 東京都指定有形民俗文化財                                                 |
| 関東 | 東京都   | 小留浦の太子堂舞台             | 西多摩郡奥多摩町留浦320                                        | 1865年（慶応元年）                                   | 東京都指定有形民俗文化財                                                 |
| 関東 | 東京都   | 川井八雲神社の舞台及び石崖桟敷 | 西多摩郡奥多摩町川井717                                        | 安政年間（1855年～1860年）                           | 東京都指定有形民俗文化財                                                 |
| 関東 | 東京都   | 菅生の組立舞台                 | あきる野市菅生1336（組立式）                                   | 1909年（明治42年）ごろ                               | 東京都指定有形民俗文化財                                                 |
| 関東 | 神奈川県 | 旧船越の舞台                   | 川崎市多摩区枡形7-1-1 日本民家園（三重県志摩郡大王町から移築） | 1857年（安政4年）                                    | 重要有形民俗文化財                                                       |
| 中部 | 長野県   | 東町の歌舞伎舞台               | 東御市祢津1348-19                                              | 1817年（文化14年）                                   | 長野県有形民俗文化財                                                     |
| 中部 | 長野県   | 西宮の歌舞伎舞台               | 東御市祢津2253                                                 | 1816年（文化13年）                                   | 長野県有形民俗文化財                                                     |
| 中部 | 長野県   | 生島足島神社歌舞伎舞台         | 上田市下之郷中池西701                                          | 1868年（明治元年）                                   | 長野県宝                                                                 |
| 中部 | 長野県   | 塩野神社廻り舞台               | 上田市保野429                                                  | 1874年（明治7年）                                    | 上田市指定文化財                                                         |
| 中部 | 長野県   | 平井諏訪神社奉納殿             | 上田市平井1090                                                 | 1815年（文化12年）                                   | 上田市指定文化財                                                         |
| 中部 | 長野県   | 宮淵神社神楽殿                 | 小県郡青木村沓掛沖                                             | 1863年（文久3年）                                    | 青木村指定有形文化財                                                     |
| 中部 | 長野県   | 野口八幡神社舞台               | 伊那市手良野口2514                                             | 江戸末期                                             | 伊那市指定有形文化財                                                     |
| 中部 | 長野県   | 中尾座                         | 伊那市長谷中尾363-5                                            | 1996年（平成8年）                                    | 伊那市指定無形民俗文化財「中尾歌舞伎」                                   |
| 中部 | 長野県   | 本郷神社舞台                   | 上伊那郡飯島町本郷1877                                         | 1865年（慶応元年）                                   | 飯島町指定文化財                                                         |
| 中部 | 長野県   | 神明神社舞台                   | 上伊那郡辰野町大字伊那富字日向9610 （北大出）                  | 1871年（明治4年）                                    | 辰野町指定有形文化財                                                     |
| 中部 | 長野県   | 旧三日町公民館                 | 上伊那郡箕輪町三日町1863                                       | 1872年（明治5年）                                    | 箕輪町指定有形文化財                                                     |
| 中部 | 長野県   | 元宮神社の舞台                 | 上伊那郡宮田村北割                                             | 1866年（慶応2年）ごろ                                | 宮田村指定有形文化財「元宮神社の舞台及び社叢」                           |
| 中部 | 長野県   | 旧座光寺麻績学校校舎           | 飯田市座光寺2535                                               | 1873年（明治6年）                                    | 長野県宝                                                                 |
| 中部 | 長野県   | 伊豆木天満宮神楽殿             | 飯田市伊豆木619-2                                              | 1879年（明治11年）再建                               | 飯田市指定有形文化財                                                     |
| 中部 | 長野県   | 下黒田の舞台                   | 飯田市上郷黒田2346                                             | 1840年（天保11年）                                   | 重要有形民俗文化財「伊那の人形芝居」                                     |
| 中部 | 長野県   | 大磧神社舞台                   | 下伊那郡大鹿村大河原下市場                                     | 1818年（文政元年）                                   | 大鹿村指定有形文化財、重要無形民俗文化財「大鹿歌舞伎」                   |
| 中部 | 長野県   | 市場神社舞台                   | 下伊那郡大鹿村鹿塩塩河                                         | 1851年（嘉永4年）                                    | 大鹿村指定有形文化財、重要無形民俗文化財「大鹿歌舞伎」                   |
| 中部 | 長野県   | 葦原神社舞台                   | 下伊那郡大鹿村鹿塩梨原                                         | 1887年（明治20年）                                   | 大鹿村指定有形文化財、重要無形民俗文化財「大鹿歌舞伎」                   |
| 中部 | 長野県   | 野々宮神社舞台                 | 下伊那郡大鹿村大河原上蔵                                       | 1889年（明治22年）                                   | 大鹿村指定有形文化財                                                     |
| 中部 | 長野県   | 栗矢の回り舞台                 | 下伊那郡阿智村伍和6482-2                                       | 1858年（安政5年）                                    | 阿智村指定有形文化財                                                     |
| 中部 | 長野県   | 合原地区農村歌舞伎舞台         | 下伊那郡下條村陽皐2285                                         | 江戸末期                                             | 下條村指定有形文化財、下條村指定無形民俗文化財「下條歌舞伎」             |
| 中部 | 長野県   | 新屋諏訪神社の神楽殿           | 安曇野市穂高有明2258-1                                         | 1781年（天明元年）                                   | 安曇野市指定有形文化財                                                   |
| 中部 | 長野県   | 小芹春日社の神楽殿回り舞台     | 安曇野市明科東川手13098                                        | 1826年（文政9年）                                    | 安曇野市指定有形文化財                                                   |
| 中部 | 長野県   | 富士浅間神社の神楽殿           | 大町市美麻大塩宮ノ脇                                           | 江戸時代                                             | 大町市指定有形文化財                                                     |
| 中部 | 岐阜県   | 各務の舞台（村国座）           | 各務原市各務おがせ町3-46-1 村国神社                            | 1877年（明治10年）                                   | 重要有形民俗文化財                                                       |
| 中部 | 岐阜県   | 皆楽座                         | 各務原市鵜沼羽場町1-216                                        | 1898年（明治31年）                                   | 各務原市指定有形民俗文化財「皆楽座 付 津島神社藩塀」、国登録有形文化財   |
| 中部 | 岐阜県   | 市島の舞台                     | 郡上市八幡町市島1095                                           | 明治時代                                             | 岐阜県指定重要有形民俗文化財                                             |
| 中部 | 岐阜県   | 加子母の農村舞台(明治座)       | 中津川市加子母4793-2                                           | 1894年（明治27年）                                   | 岐阜県指定重要有形民俗文化財                                             |
| 中部 | 岐阜県   | 蛭子座                         | 中津川市蛭川2198番地1                                          | 1949年（昭和24年）                                   | 中津川市指定有形民俗文化財                                               |
| 中部 | 岐阜県   | 常盤座                         | 中津川市高山1026-1                                             | 1891年（明治24年）                                   | 中津川市指定有形文化財                                                   |
| 中部 | 岐阜県   | 門和佐の舞台                   | 下呂市門和佐字宮洞3322                                         | 1890年（明治23年）                                   | 重要有形民俗文化財                                                       |
| 中部 | 岐阜県   | 鳳凰座                         | 下呂市御厩野711                                                | 1827年（文政10年）移築、1884年（明治17年）見物席増築 | 岐阜県指定重要有形民俗文化財「鳳凰座村芝居付台本」                       |
| 中部 | 岐阜県   | 五毛座                         | 恵那市飯地町字中下185-1                                        | 1951年（昭和26年）                                   | 登録有形文化財                                                           |
| 中部 | 静岡県   | 開明座                         | 浜松市浜名区引佐町横尾 東四村農村コミュニティーセンター        | 1998年（平成10年）                                   | 静岡県指定無形民俗文化財「横尾歌舞伎」                                   |
| 中部 | 愛知県   | 赤坂の舞台                     | 豊川市赤坂町西縄手 杉森八幡社                                  | 1872年（明治5年）                                    | 豊川市指定有形民俗文化財                                                 |
| 中部 | 愛知県   | 田峰観音の舞台                 | 北設楽郡設楽町田峯鍛治沢14                                     | 1863年（文久3年）                                    | 愛知県指定有形民俗文化財                                                 |
| 中部 | 愛知県   | 大川神明宮の舞台               | 岡崎市大高味町字向田                                           | 1882年（明治15年）                                   | 愛知県指定有形民俗文化財                                                 |
| 中部 | 愛知県   | 六所神社舞台                   | 豊田市坂上町地蔵堂24                                           | 1872年（明治5年）                                    | 豊田市指定有形民俗文化財                                                 |
| 中部 | 愛知県   | 岩倉神社舞台                   | 豊田市中金町岩倉763                                            | 1808年（文化5年）                                    | 豊田市指定有形民俗文化財                                                 |
| 中部 | 三重県   | 越賀の舞台                     | 志摩市志摩町越賀                                               | 1851年（嘉永4年）                                    | 三重県指定有形民俗文化財                                                 |
| 中部 | 三重県   | 安楽島舞台                     | 鳥羽市安楽島町                                                 | 1862年（文久2年）                                    | 鳥羽市指定有形民俗文化財                                                 |
| 近畿 | 和歌山県 | 城山神社回舞台                 | 有田郡有田川町二川                                             | 1895年（明治28年）                                   | 和歌山県指定有形民俗文化財、和歌山県指定無形民俗文化財「二川歌舞伎芝居」 |
| 近畿 | 和歌山県 | 西岩代八幡神社回舞台           | 日高郡みなべ町西岩代                                           | 1882年（明治15年）                                   | 和歌山県指定有形民俗文化財                                               |
| 近畿 | 兵庫県   | 下谷上の舞台                   | 神戸市北区山田町下谷上字宮ノ前1 天彦根神社                     | 1840年（天保11年）                                   | 重要有形民俗文化財                                                       |
| 近畿 | 兵庫県   | 北僧尾農村歌舞伎舞台           | 神戸市北区淡河町北僧尾字坊垣内 厳島神社                        | 1777年（安永6年）                                    | 兵庫県指定重要有形民俗文化財                                             |
| 近畿 | 兵庫県   | 上谷上農村歌舞伎舞台           | 神戸市北区山田町上谷上字宮ノ開地 天満神社                      | 江戸時代                                             | 兵庫県指定重要有形民俗文化財                                             |
| 近畿 | 兵庫県   | 河原田農村芝居堂               | 宍粟市一宮町河原田828 八幡神社                                 | 明治時代                                             | 兵庫県指定重要有形民俗文化財                                             |
| 近畿 | 兵庫県   | 河呂農村歌舞伎舞台             | 宍粟市千種町 河呂大森神社                                      | 江戸時代                                             | 兵庫県指定重要有形民俗文化財                                             |
| 近畿 | 兵庫県   | 安牟加神社の農村歌舞伎舞台     | 豊岡市但東町虫生267                                            | 1862年（文久2年）以前                                | 兵庫県指定重要有形民俗文化財                                             |
| 近畿 | 兵庫県   | 葛畑の舞台（芝居堂）           | 養父市葛畑字村中979・字提の尾102 荒御霊神社                    | 1892年（明治25年）                                   | 重要有形民俗文化財                                                       |
| 近畿 | 兵庫県   | 上三河の舞台                   | 佐用郡佐用町上三河117-2                                        | 1896年（明治29年）                                   | 重要有形民俗文化財                                                       |
| 中国 | 岡山県   | 田熊の舞台                     | 津山市田熊2384 八幡神社                                        | 1871年（明治4年）                                    | 重要有形民俗文化財                                                       |
| 中国 | 岡山県   | 松神神社歌舞伎舞台             | 勝田郡奈義町中島東604                                          | 1846年（弘化3年）、1921年（大正10年）移築            | 岡山県指定重要有形民俗文化財、岡山県指定重要無形民俗文化財「横仙歌舞伎」 |
| 中国 | 岡山県   | 八幡神社の歌舞伎舞台           | 久米郡美咲町大垪和西                                           | 明治初期                                             | 岡山県指定重要有形民俗文化財                                             |
| 中国 | 島根県   | 天佐志比古神社芝居小屋         | 隠岐郡知夫村1018 天佐志比古命神社                              | 不明                                                 | 知夫村指定有形文化財                                                     |
| 四国 | 香川県   | 肥土山の舞台                   | 小豆郡土庄町肥土山字東甲2303 離宮八幡宮                        | 1900年（明治33年）改築                               | 重要有形民俗文化財、重要無形民俗文化財「小豆島農村歌舞伎」               |
| 四国 | 香川県   | 中山の舞台                     | 小豆郡小豆島町大字中山字杉尾1487 春日神社                      | 江戸時代後期                                         | 重要有形民俗文化財、重要無形民俗文化財「小豆島農村歌舞伎」               |
| 四国 | 香川県   | 小豆島の農村歌舞伎舞台         | 高松市屋島中町91 四国村（小豆郡土庄町小部から移築）            | 江戸時代、1977年（昭和52年）移築                     | 高松市指定有形文化財                                                     |
| 四国 | 香川県   | 千歳座                         | 丸亀市本島町泊670 木烏神社                                     | 1862年（⽂久2年）                                    | 丸亀市指定文化財                                                         |
| 四国 | 徳島県   | 犬飼農村舞台                   | 徳島市八多町八屋67-3 五王神社境内                              | 1873年（明治6)                                       | 重要有形民俗文化財                                                       |
| 四国 | 徳島県   | 坂州農村舞台                   | 那賀郡那賀町坂州字広瀬32                                       | 1791年（寛政3）                                      | 重要有形民俗文化財                                                       |
| 四国 | 高知県   | 八代の舞台                     | 吾川郡いの町枝川 八代八幡宮                                    | 明治初年ごろ再建                                     | 重要有形民俗文化財                                                       |
| 四国 | 高知県   | 高野の舞台                     | 高岡郡津野町高野北川2257-1 三島神社                            | 1873年（明治6年）                                    | 重要有形民俗文化財                                                       |
| 四国 | 高知県   | 津野山舞台                     | 高岡郡梼原町宮野々89ｰ1                                         |                                                      | 高知県保護有形民俗文化財                                                 |
| 九州 | 福岡県   | 宮永の舞台                     | 宮若市宮永628 宮永天満神社                                     | 1894年（明治27年）                                   | 福岡県指定有形民俗文化財「若宮の舞台」                                   |
| 九州 | 福岡県   | 乙野の舞台                     | 宮若市乙野261 乙野天満神社                                     | 1896年（明治29年）                                   | 福岡県指定有形民俗文化財「若宮の舞台」                                   |
| 九州 | 福岡県   | 奈多の志式座                   | 福岡市東区大字奈多1238-2 志式神社                              | 1895年（明治28年）移築                               | 福岡市指定無形民俗文化財                                                 |

## ギャラリー

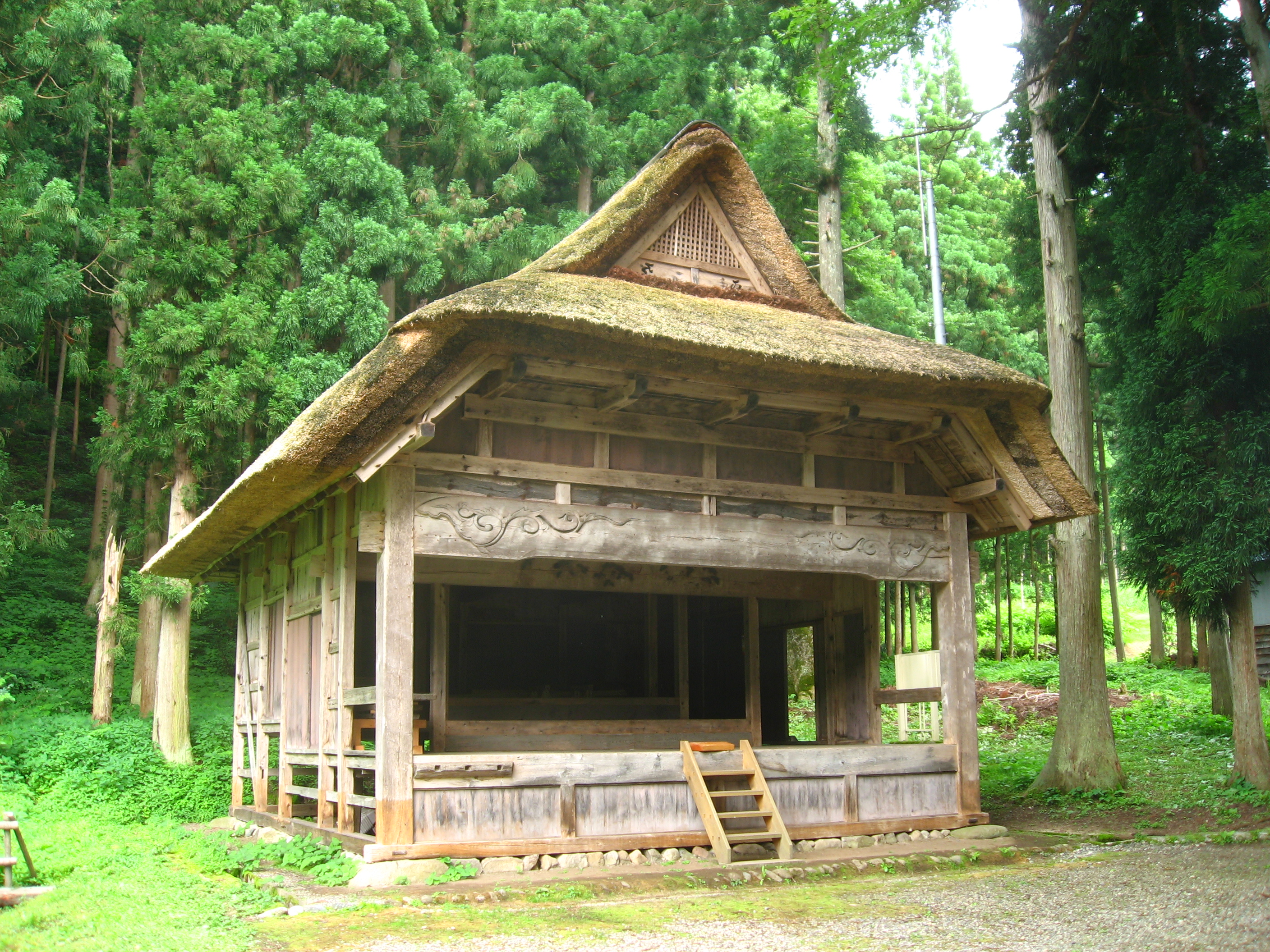
大桃の舞台
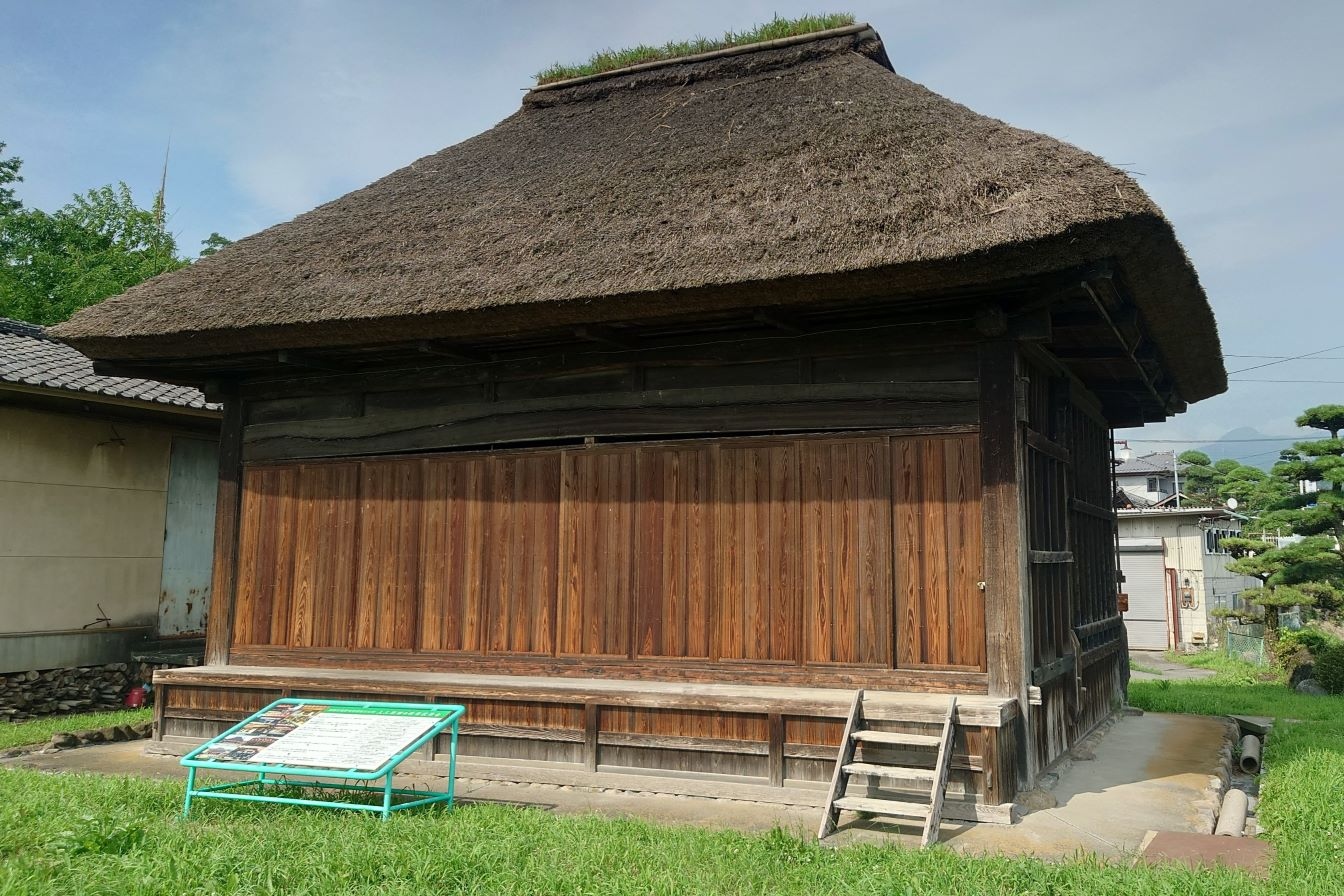
上三原田の歌舞伎舞台
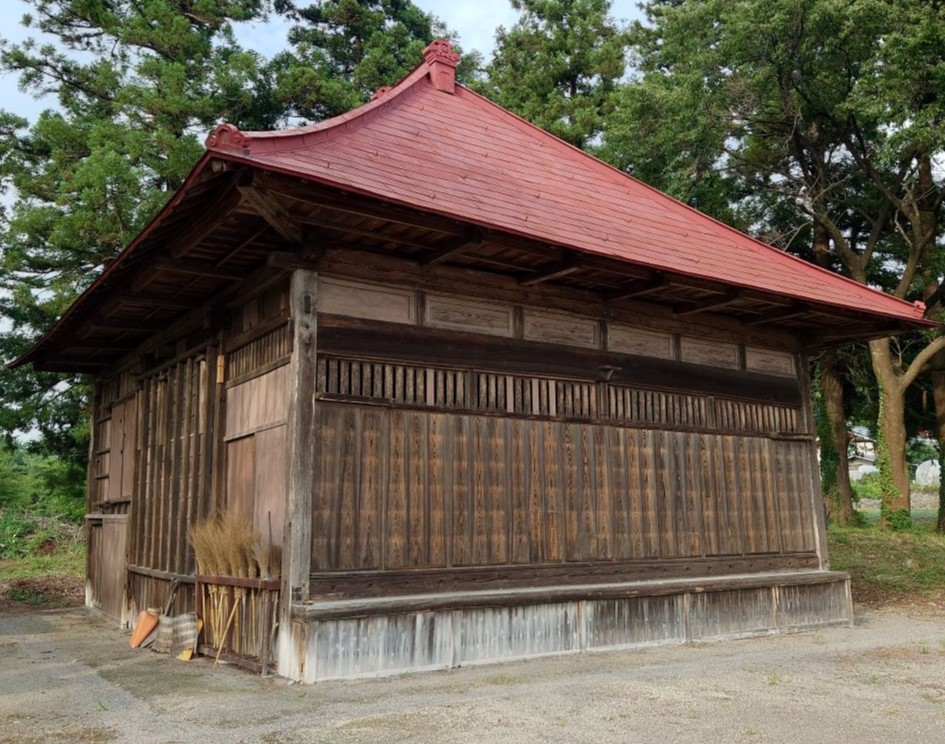
津久田の人形舞台
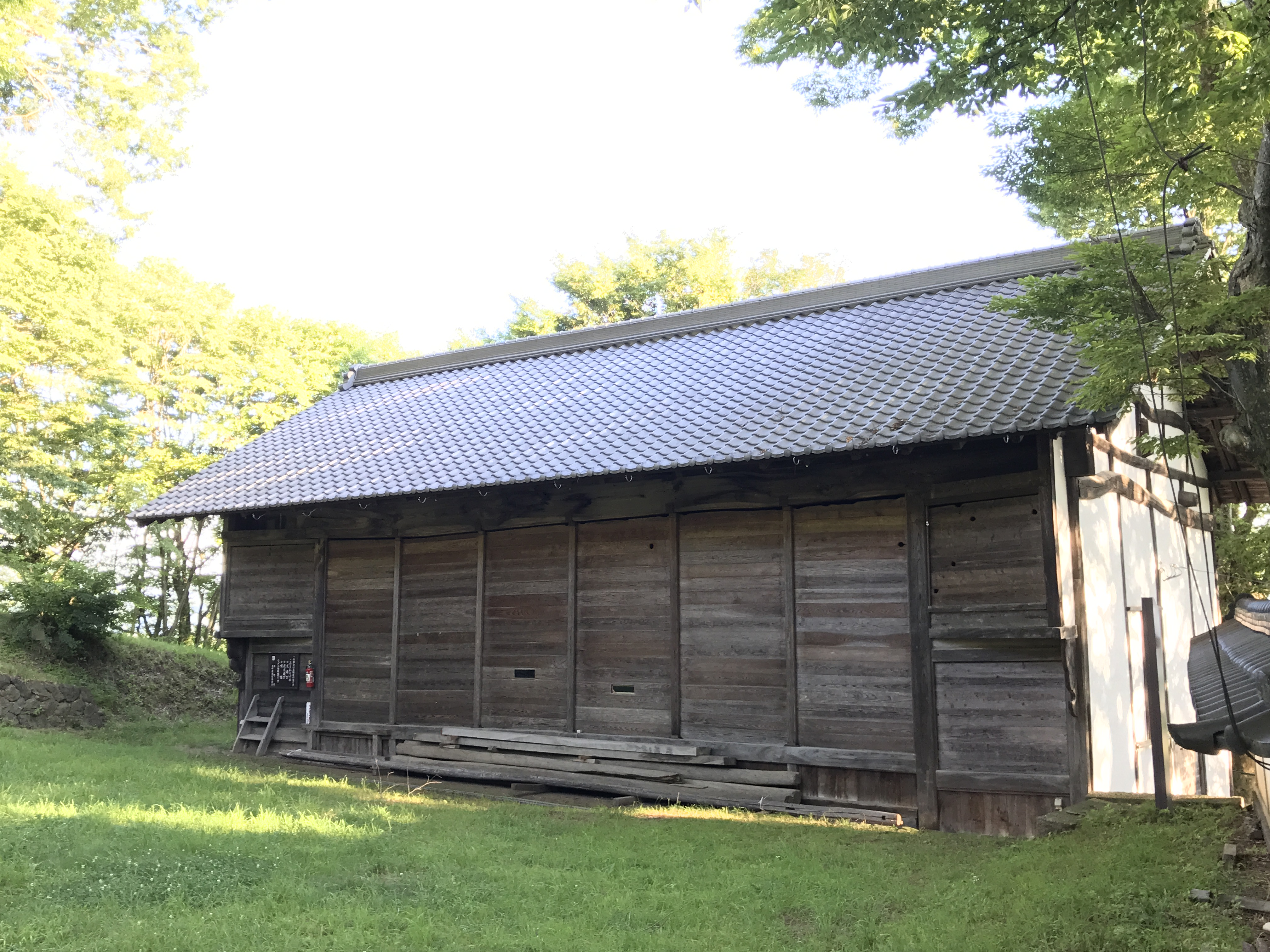
祢津東町歌舞伎舞台
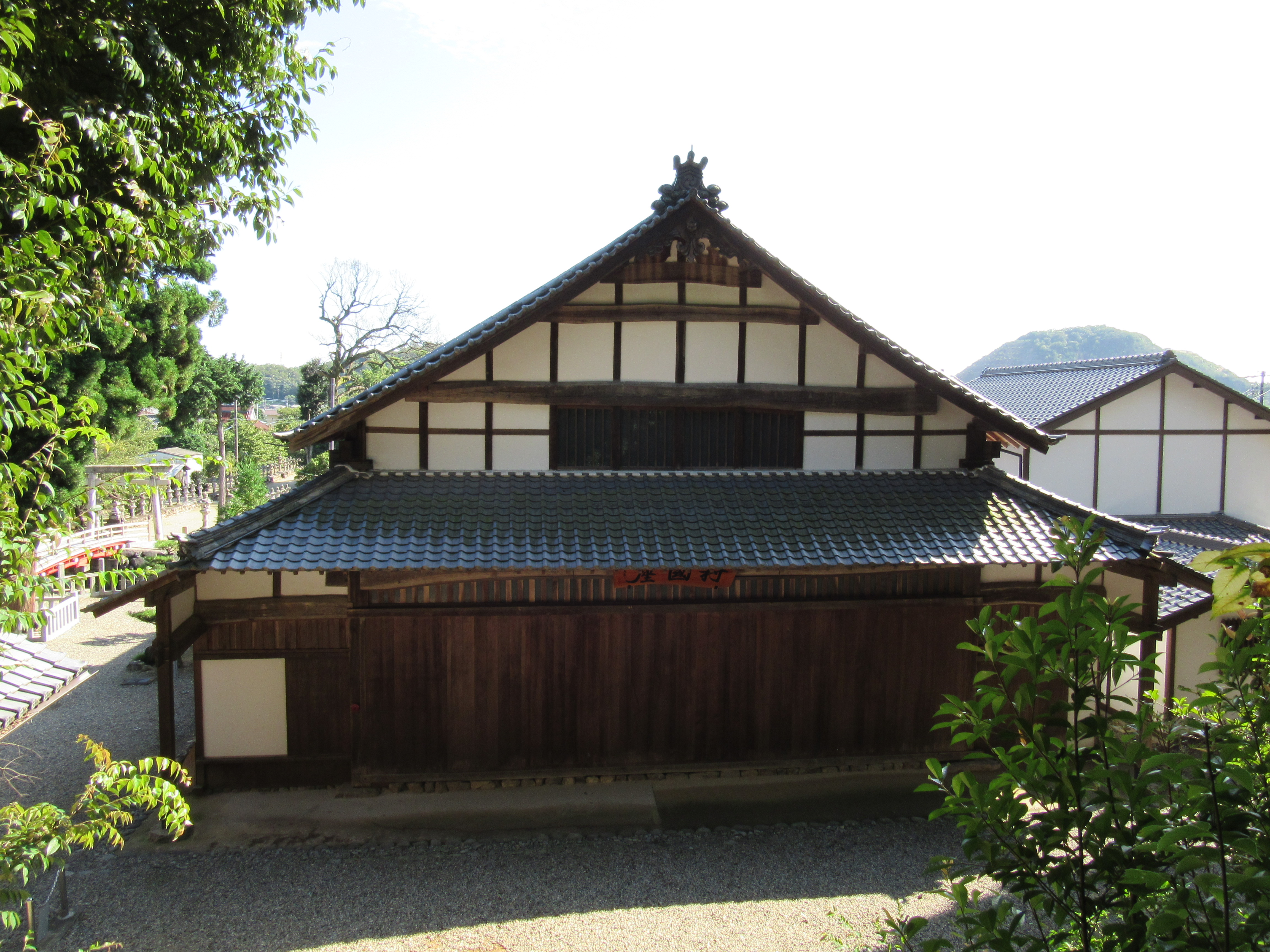
村国座（各務の舞台）
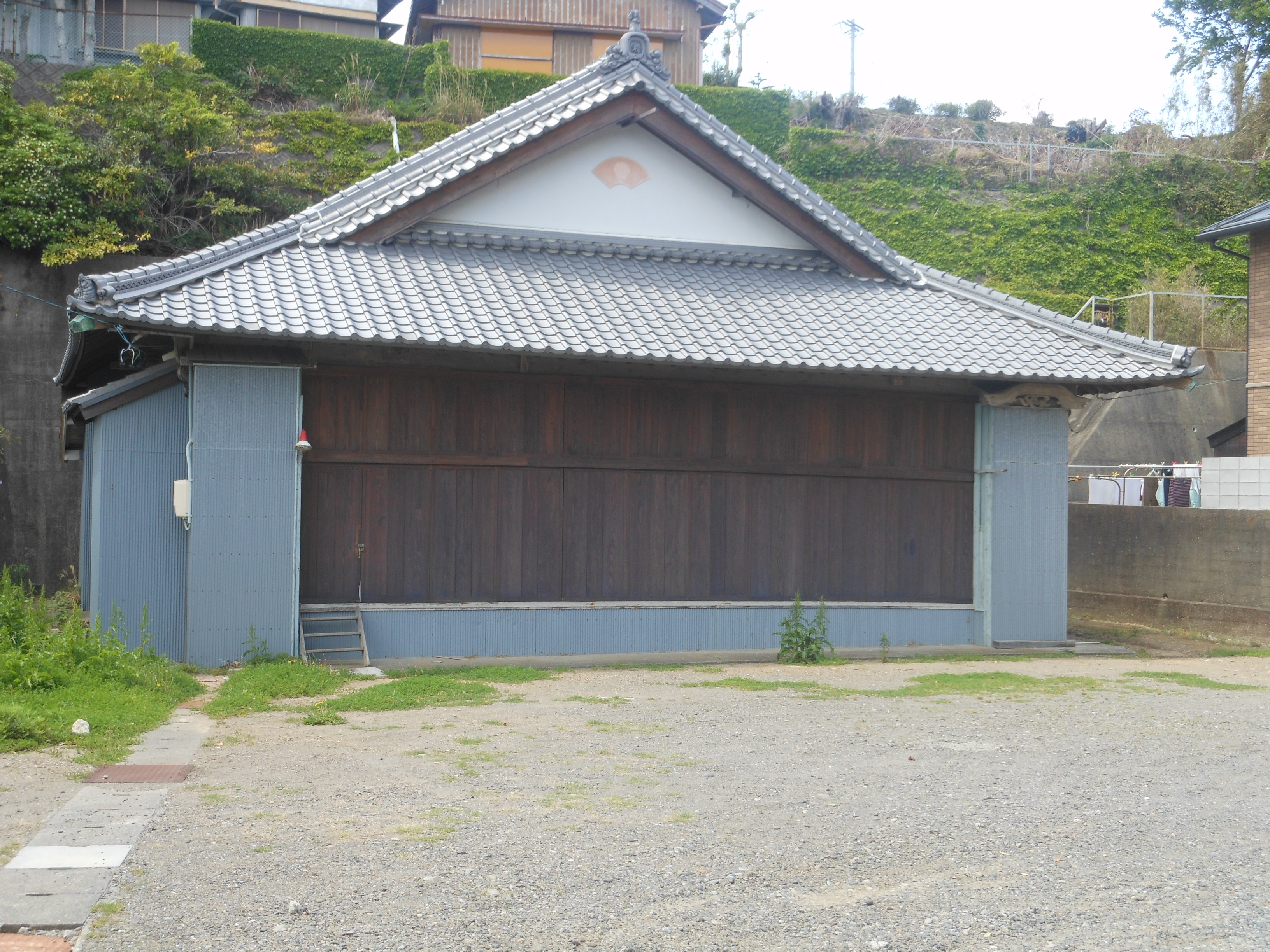
越賀の舞台
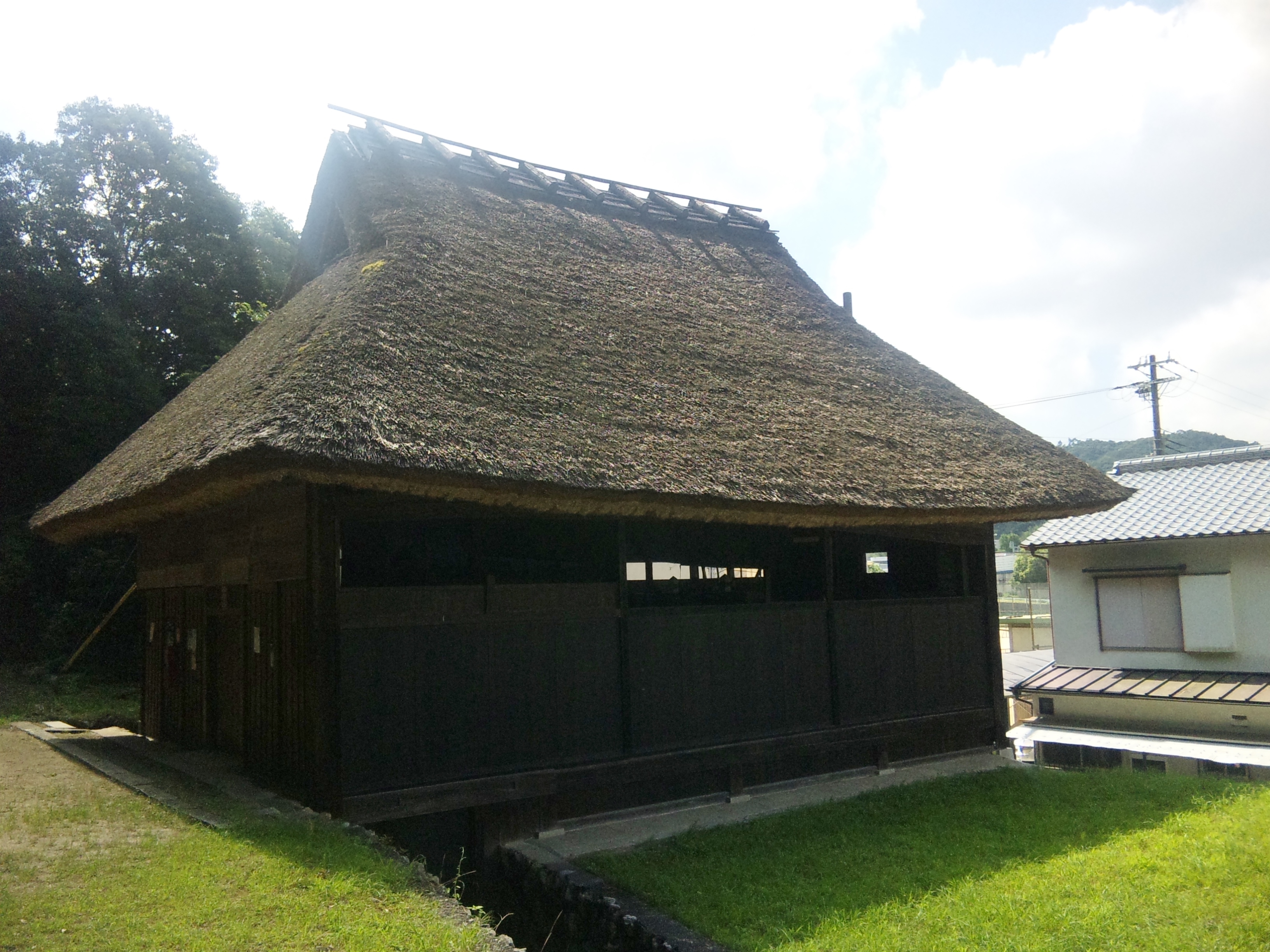
下谷上農村歌舞伎舞台（天津彦根神社）
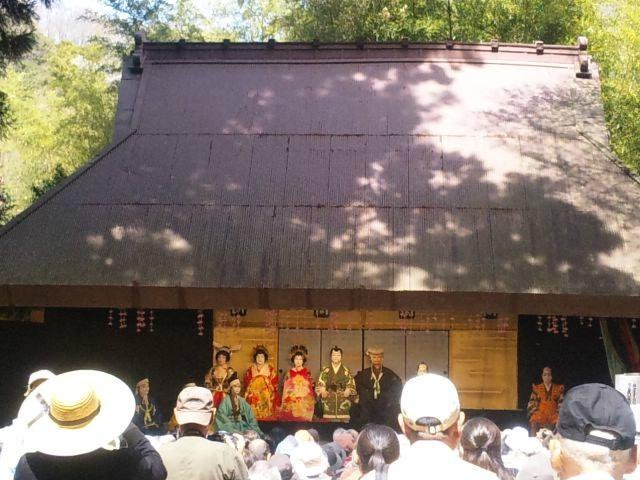
小河農村歌舞伎舞台（大歳神社）
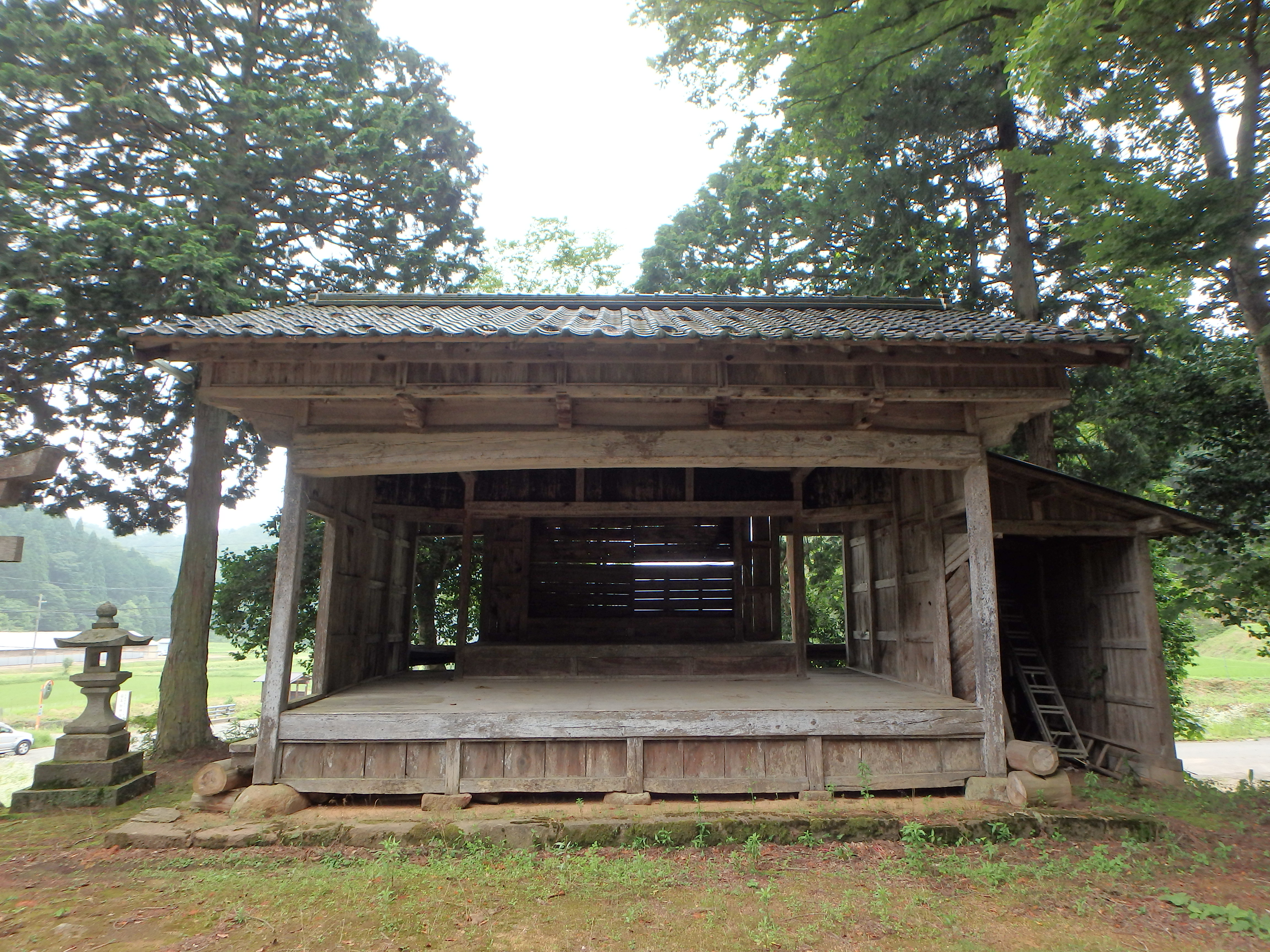
豊岡市但東町虫生の農村歌舞伎舞台（安牟加神社）
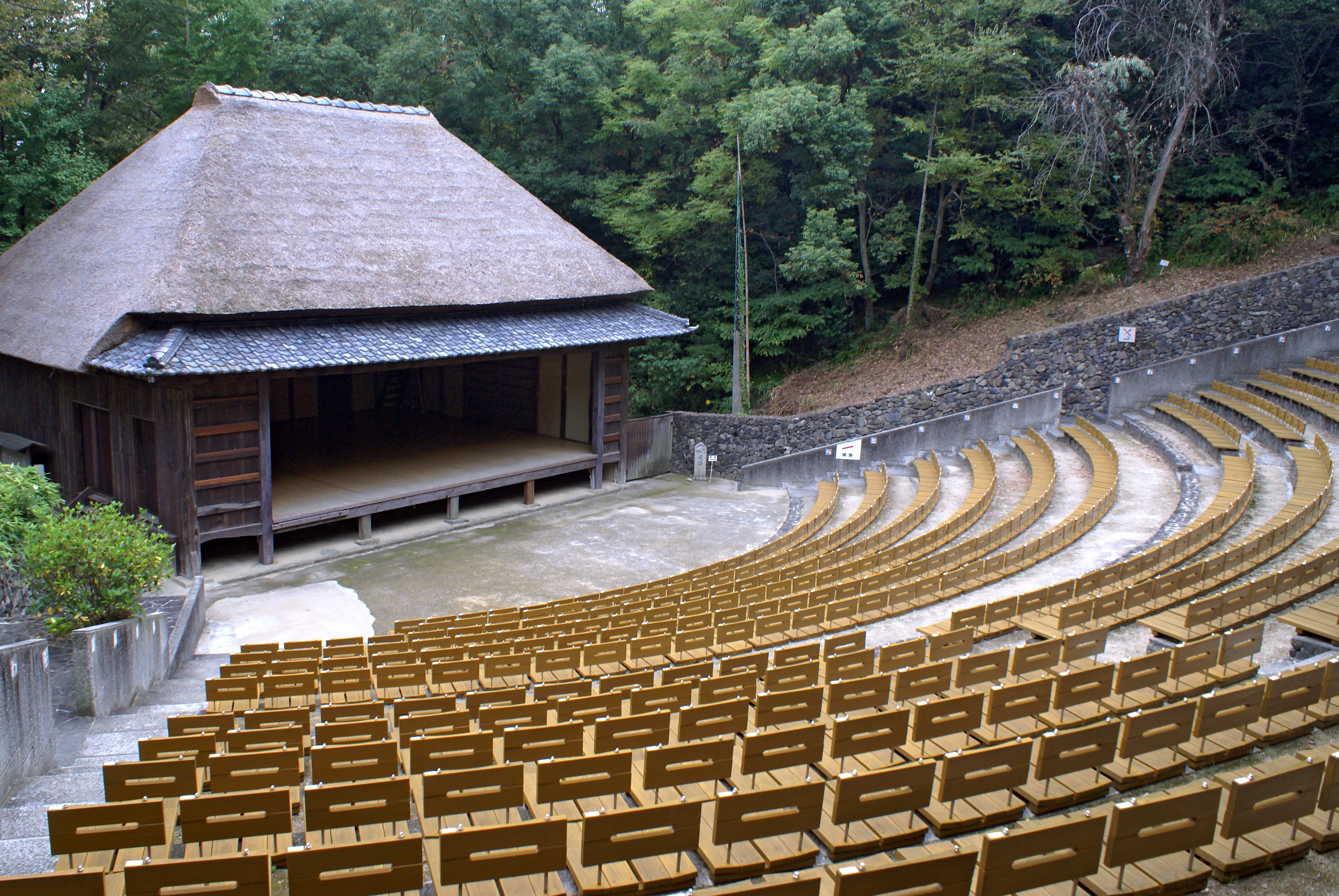
四国村（高松市）